# Oncocalyx quinquenervius
Oncocalyx quinquenervius là một loài thực vật có hoa trong họ Loranthaceae. Loài này được (Hochst.) Wiens & Polhill mô tả khoa học đầu tiên năm 1998.